# العلاقات بين أوكرانيا والاتحاد الأوروبي
تبلورت العلاقات بين الاتحاد الأوروبي وأوكرانيا من خلال اتفاقية الشراكة بين أوكرانيا والاتحاد الأوروبي، واتفاق التبادل الحر الشامل والمعمق، تعد أوكرانيا شريكًا مهمًا للاتحاد الأوروبي الذي يسعى إلى علاقة وثيقة مع أوكرانيا تتجاوز التعاون إلى التكامل الاقتصادي التدريجي وتعميق التعاون السياسي. بدأت اتفاقية الشراكة في عام 2012، لكن الحكومة الأوكرانية علقت الاستعدادات لتوقيع اتفاقية الشراكة في 21 نوفمبر 2013 في أثناء رئاسة فيكتور يانوكوفيتش الموالي لروسيا، مع أنه حضر قمة الاتحاد الأوروبي في فيلنيوس في 28- 29 نوفمبر 2013 التي كان من المقرر توقيع اتفاقية الشراكة فيها، لكنه لم يوقعها. أدى قرار تأجيل توقيع اتفاقية الشراكة إلى ظهور حركة يوروميدان المناصرة للاتحاد الأوروبي، وساهم ذلك كله في إسقاط يانوكوفيتش وحكومته من قبل البرلمان بعد اندلاع الثورة الأوكرانية في فبراير 2014. سعت أوكرانيا منذ ذلك الحين إلى الاندماج في الاتحاد الأوروبي بينما حدثت اضطرابات مؤيدة لروسيا في الجزء الشرقي من البلاد تعارض حركة يوروميدان.
وقع الجزء السياسي من اتفاقية الشراكة في 21 مارس 2014 من قبل رئيس وزراء أوكرانيا الجديد أرسيني ياتسينيوك، وفي الوقت نفسه حاول الاتحاد الأوروبي تحقيق الاستقرار في أوكرانيا من خلال تجميد أصول الروس والأوكرانيين الذين يزعم أنهم فاسدون، مع منح مساعدات مالية إلى أوكرانيا. وُقع الجزء الاقتصادي من اتفاقية الشراكة بين أوكرانيا والاتحاد الأوروبي في 27 يونيو 2014 من قبل الرئيس الجديد بترو بوروشينكو، وفي 1 يناير 2016 انضمت أوكرانيا إلى اتفاقية التجارة الحرة الأوروبية مع الاتحاد الأوروبي. مُنح المواطنون الأوكرانيون إمكانية السفر دون تأشيرة إلى منطقة الشنغن مدة تصل إلى 90 يومًا في 11 يونيو 2017، ودخلت اتفاقية الشراكة حيز التنفيذ رسميًا في 1 سبتمبر 2017. تشترك أوكرانيا في حدودها مع أربع دول من الاتحاد الأوروبي هي: المجر وبولندا وسلوفاكيا ورومانيا، وتمتد هذه الحدود نحو 2235 كيلومترًا (1389 ميلًا)، مع 33 نقطة عبور حدودية.
في 23 يونيو 2022 ، منح المجلس الأوروبي أوكرانيا وضع مرشح للانضمام إلى الاتحاد الأوروبي.

## التاريخ

### العلاقات المبكرة
لطالما اعتبرت أوكرانيا شريكًا سياسيًا مهمًا ولكنه صعب للاتحاد الأوروبي. ويعود ذلك لعوامل عديدة مثل عدم رغبة الاتحاد الأوروبي في التوسع إلى منطقة النفوذ السوفييتية والأداء الضعيف للاقتصاد الأوكراني وانعدام الديمقراطية فيها خلال تسعينيات القرن الماضي وعدم الاستقرار الداخلي بعد الثورة البرتقالية. وأكد بعض الخبراء على أهمية العامل الروسي في العلاقات بين أوكرانيا والاتحاد الأوروبي. تعود رغبة أوكرانيا في الانضمام إلى المؤسسات الأوروبية إلى عام 1994 عندما أعلنت الحكومة أن الاندماج مع الاتحاد الأوروبي هو الهدف الرئيسي لسياستها الخارجية، ولكنها لم تعمل الكثير من أجل ذلك، إذ كان على كييف أن تأخذ بعين الاعتبار روسيا التي ظلت شريكها التجاري الرئيسي والمصدر الأساسي للغاز الطبيعي والطاقة.
بدأ الحوار السياسي بين الاتحاد الأوروبي وأوكرانيا في عام 1994 عندما وقّع الطرفان على اتفاقية الشراكة والتعاون التي ركزت على القضايا الاقتصادية والاجتماعية وضرورة تحسين سياسة الحكومة العامة وضمان حرية الصحافة والحقوق المدنية، لكن السقف المحدد للمناقشات السياسية كان متواضعًا وشمل اجتماعًا سنويًا بين الترويكا الأوروبية والقيادة الأوكرانية وبعض المشاورات بين الوزارات. دخلت اتفاقية الشراكة والتعاون لعام 1994 حيز التنفيذ في عام 1998 وانتهت في عام 2008، وعُقدت أول قمة بين الاتحاد الأوروبي وأوكرانيا في سبتمبر 1997 في كييف. وفي القمة الثانية في أكتوبر 1998 في فيينا وصفت العلاقات بين أوكرانيا والاتحاد الأوروبي على أنها شراكة إستراتيجية فريدة من نوعها، وأعلنت أوكرانيا لأول مرة رغبتها في الحصول على عضوية الاتحاد الأوروبي. لم تحدث تغييرات هامة في نهج الاتحاد الأوروبي الذي ركز بشكل رئيسي على التحول الاقتصادي ما بعد الشيوعية وحقوق الإنسان والقضايا المتعلقة بمحطة تشيرنوبل للطاقة النووية. وفي عام 2002 قال مفوض توسيع الاتحاد الأوروبي غونتر فيرهوغن إن الرؤية الأوروبية لأوكرانيا قد لا تعني العضوية في غضون 10 إلى 20 عامًا، ولكن رئيس أوكرانيا ليونيد كوتشما صرح في نفس العام أن أوكرانيا تريد التوقيع على اتفاقية شراكة مع الاتحاد الأوروبي بحلول 2003-2004، وأن بلاده ستفي بجميع متطلبات العضوية في الاتحاد الأوروبي بحلول 2007-2011.

### العلاقات في فترة ما بعد الثورة البرتقالية
أعطت الثورة البرتقالية في أواخر عام 2004 دفعة إيجابية للعلاقات الأوكرانية الأوروبية، وألمح زعيم المعارضة فيكتور يوشينكو إلى أنه سيضغط على الاتحاد الأوروبي من أجل تحسين العلاقات مقترحًا خطة من أربع نقاط: الاعتراف بأوكرانيا شريكًا اقتصاديًا، والانضمام لمنظمة التجارة العالمية، والعضوية في الاتحاد الأوروبي بصفة مراقب، وأخيرًا العضوية الكاملة، طلب فيكتور يوشينكو الذي أصبح رئيسًا لأوكرانيا من بروكسل في منتصف ديسمبر 2004 إشارات أوضح عن احتمالات انضمام أوكرانيا إلى عضوية الاتحاد الأوروبي، قائلًا: إن خطة العمل المعتمدة تعكس مستوى العلاقات بين أوكرانيا والاتحاد الأوروبي، ويمكن تحقيقها قبل الانتخابات الرئاسية في عام 2004.
أقر البرلمان الأوروبي بغالبية ساحقة (467 صوتًا مقابل 19 صوتًا) في 13 يناير 2005 اقتراحًا ينص على رغبة البرلمان الأوروبي في إقامة علاقات أوثق مع أوكرانيا مع إمكانية عضويتها في الاتحاد الأوروبي، وعلى الرغم من أن الطريق ما يزال طويلًا قبل أن تبدأ المفاوضات حول عضوية أوكرانيا في الاتحاد الأوروبي، فقد أعلنت المفوضية الأوروبية أنها لن تستبعد منحها العضوية في الاتحاد الأوروبي في المستقبل. رد يوشينكو على المزاج اللامبالي للمفوضية بقوله إنه ينوي إرسال طلب للحصول على عضوية الاتحاد الأوروبي «في المستقبل القريب»، وقد أعرب العديد من قادة الاتحاد الأوروبي عن دعم قوي لعلاقات اقتصادية أوثق مع أوكرانيا، لكنهم لم يعلنوا صراحة عن دعم مباشر لمنحها العضوية. وفي 21 مارس 2005 أشار وزير الخارجية البولندي آدم دانيال روتفلد إلى أن بولندا ستدعم بكل الطرق الممكنة رغبة أوكرانيا في الانضمام للاتحاد الأوروبي، والانضمام لمنظمة التجارة العالمية. وقال أيضًا: يجب أن نتحدث عن خطوات ملموسة في التعاون بدلًا من الانخراط في حديث فارغ حول التكامل الأوروبي. أظهر استطلاع رأي في أكبر ست دول في الاتحاد الأوروبي بعد ثلاثة أيام أجرته شركة أبحاث فرنسية أن الجمهور الأوروبي أكثر قبولًا لعضوية أوكرانيا المستقبلية في الاتحاد الأوروبي من أي دولة أخرى. وفي أكتوبر 2005 صرح رئيس المفوضية الأوروبية خوسيه مانويل باروسو أن مستقبل أوكرانيا سيكون حتمًا مع الاتحاد الأوروبي، لكن المفوضية اقترحت في 9 نوفمبر 2005 أن جدول أعمال التوسيع الحالي الذي يشمل كرواتيا وفي المستقبل الدول اليوغسلافية السابقة الأخرى، يمكن أن يعيق إمكانية انضمام أوكرانيا وأرمينيا وبيلاروسيا وجورجيا ومولدوفا في المستقبل، وقال المفوض أولي رين إن الاتحاد الأوروبي يجب أن يتجنب التوسع المفرط، مضيفًا أن جدول أعمال التوسيع الحالي ممتلئ تمامًا بالفعل.